# Manuel Marquínez
Manuel Marquínez Vallejo (Sestao, Vizcaya, España, 31 de octubre de 1916) es un exfutbolista español que se desempeñaba como delantero.

## Clubes
| Club                         | País   | Año       |
| ---------------------------- | ------ | --------- |
| R. C. Deportivo de La Coruña | España | 1943-1950 |
| Racing Club de Ferrol        | España | 1950-1951 |